# Флаг Антигуа и Барбуды
Национальный флаг Антигуа и Барбуды — государственный символ Антигуа и Барбуды, принят 27 февраля 1967 года.

## Значение флага
Символика флага многозначна.

Ниже приведена одна из трактовок: 
- Золотое солнце характерно для местного климата.
- Чёрный цвет указывает на африканские корни жителей.
- Красный цвет символизирует энергию народа.
- Последовательная окраска — жёлтый, синий и белый (вниз от солнца) — солнце, море, и пляжи.
- Синий цвет — символ надежды, а также символизирует Карибское море.
- V-образная форма — символ победы (от англ. victory — победа).

## История флага
Флаг создан художником и скульптором сэром Реджинальдом Самюэлем и используется со времени получения самоуправления в 1967 году. Проект Самюэля стал лучшим в конкурсе, в котором участвовало более 600 авторов.

Флаг колонии Антигуа (1956—1967)
Флаг колонии Антигуа (1962—1967)

## Другие флаги

Флаг береговой охраны, пропорция: 2:3
Флаг Главнокомандующего (2023—н.в.)
Флаг Генерал-губернатора Антигуа (1956—1967)
Флаг Генерал-губернатора Антигуа (1967—1981)
Флаг Генерал-губернатора Антигуа (1981—2023)
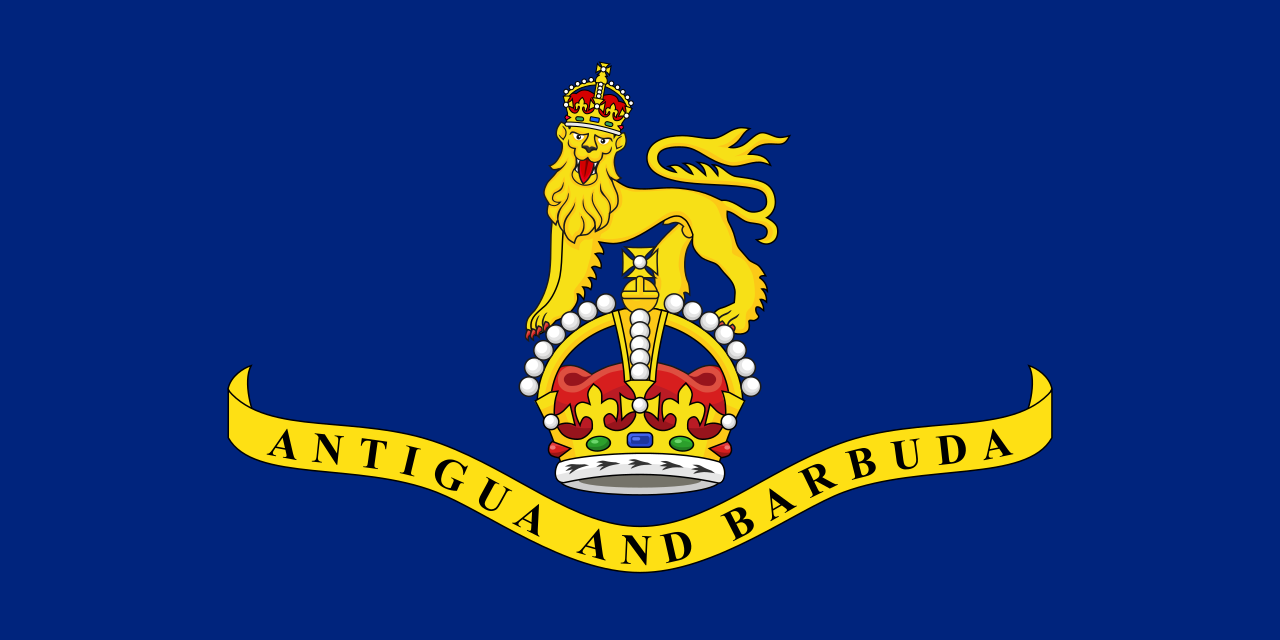
Флаг Генерал-губернатора Антигуа (2023—н.в.)